# 117610 Keithmahoney
117610 Keithmahoney este o planetă minoră (asteroid) din centura de asteroizi. A fost descoperită pe 8 martie 2005 la Observatorul Mount Lemmon de Mount Lemmon Survey⁠(d). 
Obiectul prezintă o orbită caracterizată de o semiaxă mare de 3,145571349948 UAi, o excentricitate de 0,12, o înclinație de 1,1 ° în raport cu ecliptica.